# Gynoplistia perjucunda
Gynoplistia perjucunda är en tvåvingeart som beskrevs av Riedel 1921. Gynoplistia perjucunda ingår i släktet Gynoplistia och familjen småharkrankar. Inga underarter finns listade i Catalogue of Life.